# Sint Joris Gasthuis

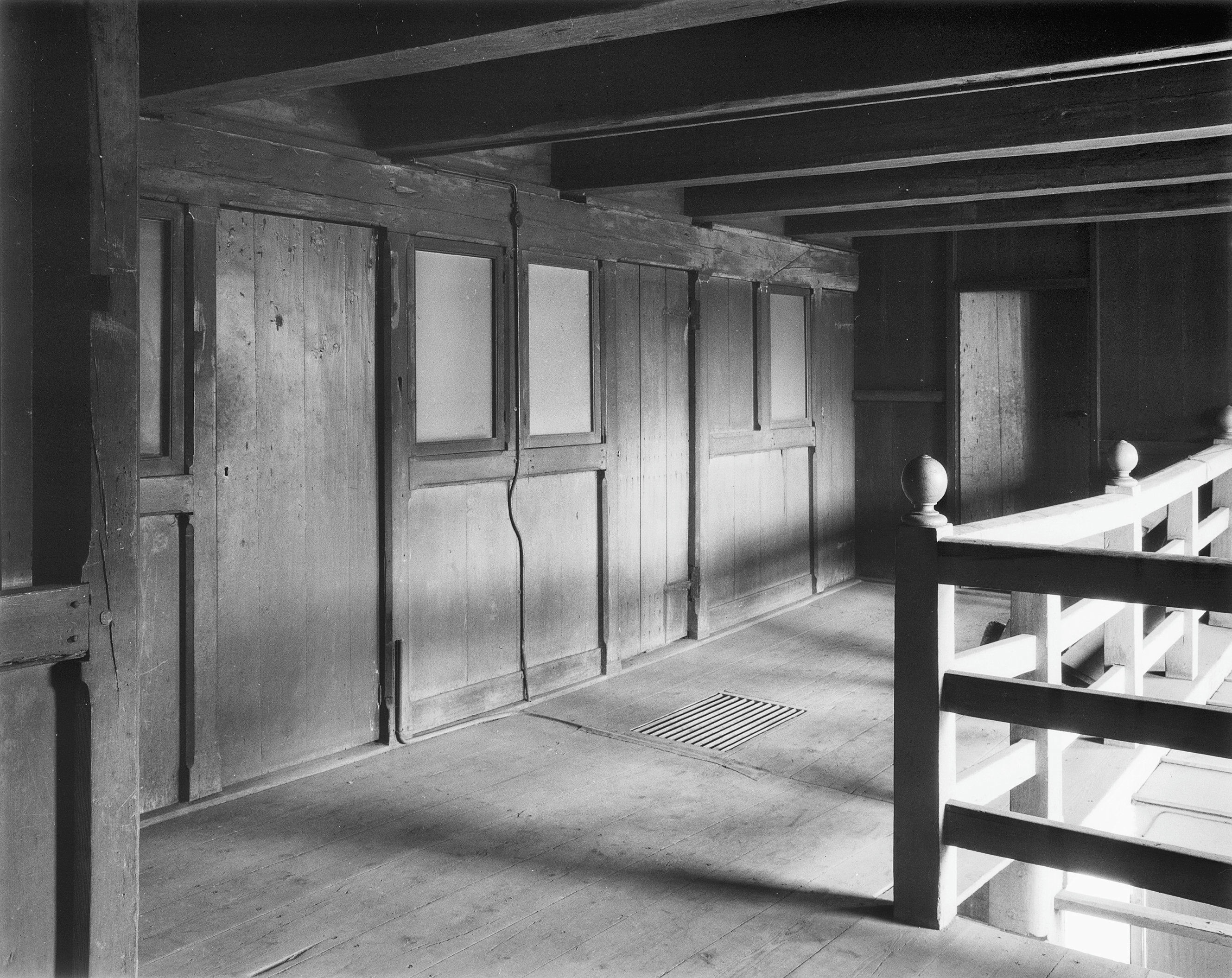
Patiëntenhuisvesting in de Sint-Joriskapel

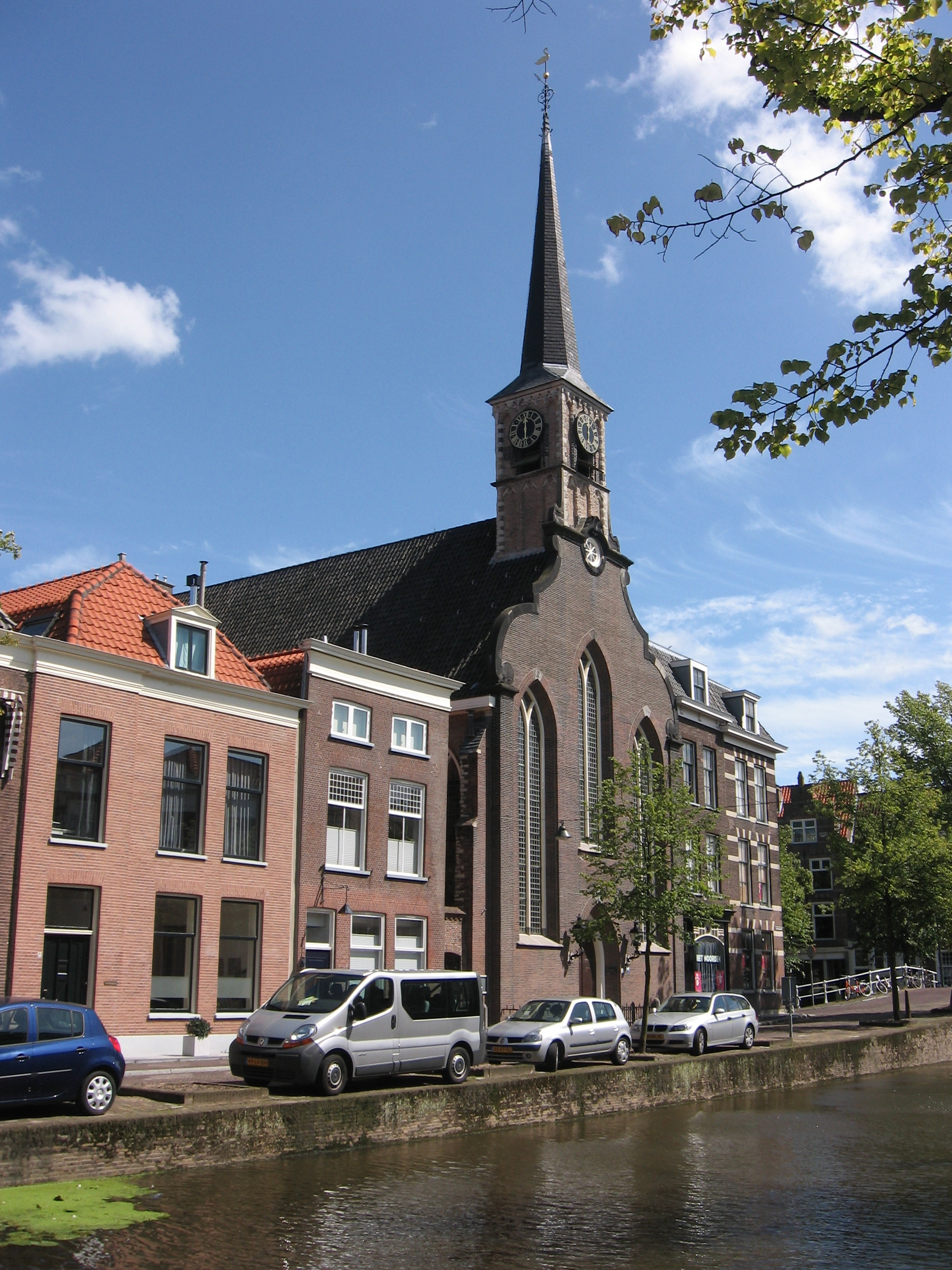
De Sint-Joriskapel aan het Noordeinde (sinds 1764 Lutherse Kerk)

Het Sint Joris Gasthuis werd waarschijnlijk in de 14e eeuw gesticht als zogenaamd huis van barmhartigheid aan het Noordeinde in de Nederlandse stad Delft.

## Geschiedenis
Wanneer het Sint Joris Gasthuis precies is gesticht is niet bekend, maar in 1407 gaf  graaf Willem II van Holland toestemming om een kapel bij het gasthuis te mogen vestigen: "dat si tot ewigen dagen ghifters wesen sullen van eenre capelrien staende in sinte Joris Gasthuus int Noirteijnde binnen onser stede voirnoemt". Het gasthuis was bedoeld voor het beoefenen van de zeven werken van barmhartigheid, waaronder het huisvesten van vreemdelingen en het verzorgen van zieken. 
Tijdens de Tachtigjarige Oorlog diende het gasthuis enige tijd als noodhospitaal voor oorlogsslachtoffers.

### Dolhuis
In 1600 werd het Sint Joris Gasthuis  als dolhuis vermeld. Vanaf die tijd worden er meer en meer 'sociale randfiguren', bedelaars en landlopers, opgesloten. Van 1677 tot 1812 was het Sint Joris Gasthuis (kortweg het Joris genoemd) een dol- en tuchthuis, waar ook criminelen werden tewerkgesteld. Tot 1760 bevonden de cellen van het dolhuis zich in het koor van de kapel van het Sint Joris Gasthuis. In 1764 werd de kapel door de gemeente Delft toegewezen aan de Lutherse Gemeente. In 1812 werden beide functies, dolhuis en tuchthuis, ontkoppeld. De tuchthuisfunctie werd overgenomen door het Huis van Bewaring. Het Sint Joris Gasthuis concentreerde zich op de opname van geesteszieken, in die tijd krankzinnigen genoemd. In de eerste helft van de negentiende eeuw waren de omstandigheden waarin zij werden verpleegd niet florissant.

### Nieuwbouw
Na de invoering van de Krankzinnigenwetten in 1841 en 1884 werd de druk op de Delftse bestuurders vergroot om de verpleegomstandigheden te verbeteren. Dit leidde in 1894 tot de bouw van een buitengesticht, dat buiten de singel van Delft werd gevestigd, in de Vrijenbanse polder. Op deze plek kon een complex met afzonderlijke paviljoenen worden gebouwd, dat meer paste bij de toenmalige ideeën over psychiatrische hulpverlening. Het oude binnengesticht bleef gehandhaafd in de binnenstad van Delft. In het begin van de twintigste eeuw ontwikkelde het Sint Joris Gasthuis zich tot een psychiatrisch gesticht. Na 1894 werden de oppassers vervangen door verpleegkundigen en werd de medische begeleiding geprofessionaliseerd. In 1933 telde het gesticht meer dan duizend opgenomen patiënten.

### Einde
Tijdens de crisisjaren begin 20e eeuw werd het idee van arbeidstherapie herboren. De patiënten werden onder toezicht te werk gesteld, om eenvoudig werk zoals touwpluizen en matten vlechten te verrichten. Deze arbeidstherapie heeft tot de Tweede Wereldoorlog stand gehouden.
Gedurende de oorlog heeft het Sint Joris verschillende levens van Joden en andere onderduikers gered, door hen op te nemen in het Gasthuis. Tijdens de Hongerwinter was er veel te weinig voedsel, waardoor er in 5 maanden tijd 110 patiënten overleden. Een opvallend feit was dat in het Sint Joris weinig mensen vanwege hun geestesziekten naar concentratiekampen zijn gestuurd, dit was in andere gasthuizen wel het geval. 

Door onder meer de ontwikkeling van nieuwe medicijnen, psychofarmaca, en de gewijzigde opvattingen over de rechten van patiënten veranderden na de Tweede Wereldoorlog ook de opvattingen over de wijze van opvang van psychiatrische patiënten. In 1981 werd het oude gebouw van het Sint Joris Gasthuis, het binnengesticht, in de binnenstad van Delft afgebroken. Op 1 juli 1999 fuseerden het psychiatrisch centrum Joris, Riagg Delft en de psychiatrische afdeling van het Reinier de Graaf Gasthuis. Samen werden zij GGZ Delfland.
Het hoofdgebouw van het voormalige buitengesticht aan de Sint Jorisweg en de als kerkgebouw  buiten gebruik gestelde Sint-Joriskapel aan het Noordeinde zijn erkend als rijksmonument.

## Gebouw
Het psychiatrisch ziekenhuis van het buitengesticht Sint Joris Gasthuis werd in 1895 door M.A.C. Hartman ontworpen als onderdeel van een symmetrisch complex, bestaand uit in totaal acht paviljoens, een keukengebouw en een directeurswoning. Het hoofdgebouw, waarin een kapel en ruimten voor de geneesheren waren ondergebracht, was met de voorste twee paviljoens door middel van gangen verbonden. In de tweede helft van de jaren 1990 zijn alle panden met uitzondering van het hoofdgebouw gesloopt. Het hoofdgebouw is vervolgens gerestaureerd en ingericht als museum waarin de geschiedenis van de psychiatrie wordt verbeeld.

Het gebouw is van cultuurhistorische waarde als een bijzondere uitdrukking van een specifieke functie en als een schakel in de ontwikkeling van de gebouwen voor de gezondheidszorg. Het gebouw is van architectuurhistorische waarde als een goed voorbeeld van een negentiende-eeuwse bouwstijl, vanwege de plaats die het inneemt in het oeuvre van de architect Hartman en vanwege de karakteristieke hoofdvorm, het materiaalgebruik, de detaillering van exterieur en - met name - interieur en vanwege de samenhang tussen in- en exterieur. Het gebouw heeft stedenbouwkundige, situerings- en ensemblewaarde vanwege de beeldbepalende ligging, de relatie met het hekwerk en de laan tot aan het Rijn-Schielandkanaal. Het gebouw is tevens van belang vanwege de herkenbaarheid en de grote mate van gaafheid.